# Keller (Texas)
Keller è una città degli Stati Uniti d'America, situata nello Stato del Texas, nella Contea di Tarrant.